# Harrisville (Ohio)
Harrisville és una vila dels Estats Units a l'estat d'Ohio. Segons el cens del 2000 tenia 259 habitants.

## Demografia
Segons el cens del 2000, Harrisville tenia 259 habitants, 107 habitatges, i 66 famílies. La densitat de població era de 666,7 habitants/km².
Dels 107 habitatges en un 33,6% hi vivien nens de menys de 18 anys, en un 49,5% hi vivien parelles casades, en un 8,4% dones solteres, i en un 38,3% no eren unitats familiars. En el 29% dels habitatges hi vivien persones soles el 15,9% de les quals corresponia a persones de 65 anys o més que vivien soles. El nombre mitjà de persones vivint en cada habitatge era de 2,42 i el nombre mitjà de persones que vivien en cada família era de 3,08.
Per edats la població es repartia de la següent manera: un 24,3% tenia menys de 18 anys, un 5,4% entre 18 i 24, un 34% entre 25 i 44, un 17,8% de 45 a 60 i un 18,5% 65 anys o més.
L'edat mediana era de 38 anys. Per cada 100 dones de 18 o més anys hi havia 96 homes.
La renda mediana per habitatge era de 26.750 $ i la renda mediana per família de 38.438 $. Els homes tenien una renda mediana de 31.563 $ mentre que les dones 16.563 $. La renda per capita de la població era de 13.732 $. Aproximadament el 3,3% de les famílies i el 5,7% de la població estaven per davall del llindar de pobresa.

## Poblacions properes
El següent diagrama mostra les poblacions més properes.